# Teotl (mythologie aztèque)
Pour les articles homonymes, voir Teotl.
Le Teotl est l'élément central de la religion aztèque et de la philosophie aztèque.
Le concept est encore mal compris des occidentaux, mais il ne désigne pas exactement un dieu mais plutôt les forces de la nature.
Le concept était représenté par des ixiptla.
À leur arrivée, les conquistadores furent nommés ainsi par les Aztèques.